# 京都十二薬師霊場
京都十二薬師霊場 (きょうとじゅうにやくしれいじょう) は、京都府京都市内に位置する12ヶ所の寺院からなる薬師如来巡礼の霊場である。
薬師十二所参り、都十二薬師、洛陽十二薬師などとも呼ばれる。
京都における薬師巡礼は平安時代頃から行われていたが、時期によって霊場巡りの名称や札所寺院に変化があり、現在の十二ヶ寺が定まったのは江戸時代の天明年間の頃であるとされる。

## 霊場一覧
| 札所 | 注  | 寺院名     | 別名/通称  | 宗派             | 所在地(全て京都市内)                     | 他の霊場 |
| ---- | --- | ---------- | ---------- | ---------------- | ---------------------------------------- | --- |
| 1    |     | 平等寺     | 因幡薬師   | 真言宗智山派     | 下京区烏丸松原東入ﾙ因幡堂町728           | 洛陽三十三所第27番 京都十三仏霊場第7番 阿弥陀四十八願寺第38番 阿弥陀四十八願寺第39番                                  |
| 2    | ○   | 東寺       | 金剛薬師   | 東寺真言宗       | 南区九条町1                              | 真言宗十八本山第9番 西国愛染十七霊場第8番 洛陽三十三所第23番 京都十三仏霊場第12番 都七福神（毘沙門天） 神仏霊場第84番 |
| 3    | 注1 | 水薬師寺   | 水薬師     | 真言宗 (単立)    | 下京区西七条石井町54 (七条幼稚園 敷地内) | - |
| 4    |     | 壬生寺     | 歯薬師     | 律宗             | 中京区坊城通仏光寺上ﾙ壬生梛ノ宮町31      | 洛陽三十三所第28番 |
| 5    |     | 真正極楽寺 | 石薬師     | 天台宗           | 左京区浄土寺真如町82                     | 洛陽三十三所第5番 神仏霊場第111番 阿弥陀四十八願寺第18番                                                              |
| 6    |     | 福勝寺     | 峰薬師     | 真言宗善通寺派   | 上京区出水通千本西入ﾙ七番町323-1         | 洛陽三十三所第29番 |
| 7    |     | 雙林寺     | 東山薬師   | 天台宗           | 東山区下河原鷲尾町527                    | - |
| 8    | ▲   | 大超寺     | 鍬形薬師   | 浄土宗           | 左京区岩倉花園町640-2                    | 阿弥陀四十八願寺第6番                                                                                                 |
| 9    | △   | 薬師院     | 不来乎薬師 | 黄檗宗           | 中京区釜座通二条上ﾙ大黒町694             | - |
| 10   |     | 大福寺     | 菩提薬師   | 天台宗           | 中京区麸屋町通二条上ﾙ布袋屋町498         | - |
| 11   |     | 西光寺     | 寅薬師     | 浄土宗西山深草派 | 中京区新京極蛸薬師上ﾙ中筋町495-1         | - |
| 12   |     | 永福寺     | 蛸薬師     | 浄土宗西山深草派 | 中京区新京極蛸薬師東側町503              | - |

- 注の欄に▲がある寺院は、平日に参拝する場合は電話確認を要する。
- △の寺院は曜日に関係なく留守になることがある。そのような場合は堂前に置かれた缶の中に朱印が入っているが、日付は入らないので、確実に在宅時に参拝したいのなら電話確認したほうが良い。
- ○の寺院は札所本尊が有料拝観区域内にある。なお、納経所は有料拝観区域外にある。
- 注1の寺院は現在は寺院が運営する「七条幼稚園」の園内に立地している。平日の園児が登園している時間帯は入口に鍵がかかっているので、インターフォンを押して関係者に来てもらう必要がある。

## 御詠歌
- 平等寺 - 七佛の　みのりにもたる　人もなく　皆びやうどうに　すくふせいがん
- 東寺 - 輪王の　深き誓いの　護国寺に　瑠璃の御法（みのり）の　声ぞ絶えせぬ
- 水薬師寺 - わきいづる　きよきながれに　あらわれて　やくしはいまに　あらたなりけり
- 壬生寺 - 六道の　ちまたをてらす　壬生寺に　なお光そう　るりのみほとけ
- 真正極楽寺 - ある時は　温石となる　石やくし　かすみの衣に　幾重おかみて
- 福勝寺 - みなひとの　やまいをいやす　みねやくし　るりのくすりを　あたへましませ
- 雙林寺 - とうとしな　ふたつのはやし　ふかければ　るりのひかりに　なやみはるらん
- 大超寺 - とにかくも　思いわずらう　人のため　たてしちかひの　いちじるしかな
- 薬師院 - みな人の　こぬをおそしと　まちたまう　やくしのちかい　たのもしきかな
- 大福寺 - 御名となふ　人は心の　くもはれて　るりのひかりを　みるぞうれしき
- 西光寺 - あさぼらけ　寅の頭に　ゆめさめて　るりのひかりを　みるぞうれしき
- 永福寺 - 八軸の　みのりのふみの　たこやくし　うちおさめたる　十二大願

## 退会霊場一覧
| 札番 | 寺社名 | 別名/通称 | 宗派         | 所在地                                |
| ---- | ------ | --------- | ------------ | ------------------------------------- |
| 5    | 地福寺 | 日限薬師  | 真言宗醍醐派 | 京都市上京区七本松通出水下る七番町356 |